# Höningen
Höningen ist ein Ortsteil der Gemeinde Altleiningen im rheinland-pfälzischen Landkreis Bad Dürkheim.

## Geographie
Höningen liegt im nordöstlichen Pfälzerwald etwa 2 km südlich des Kernortes der Gemeinde auf ungefähr 300 m Höhe. Im Südosten erhebt sich der 516,5 m hohe Rahnfels. Am Ostrand der Wohnbebauung passiert den Ort in nordöstlicher Richtung der 5,9 km lange Höninger Bach, der seine Hauptquelle südlich von Höningen an einem Bergsattel zwischen dem Rahnfels und der gut 450 m hohen Mönchskappe hat und ein rechter Zufluss des Eckbachs ist.

## Geschichte

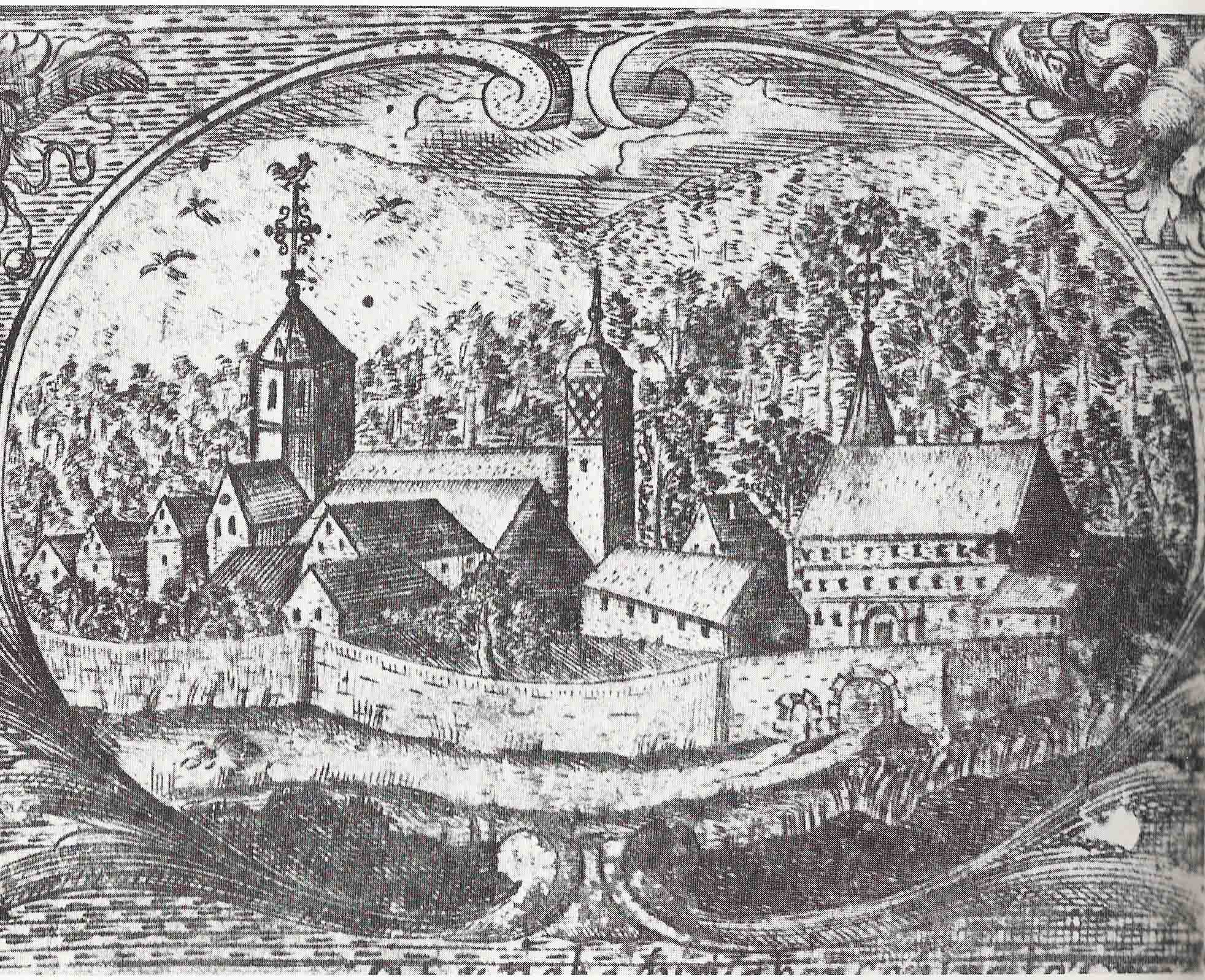
Kupferstich mit Ansicht im 16. Jahrhundert

Das Dorf Höningen in seiner aktuellen Form entwickelte sich erst im Laufe des 19. Jahrhunderts aus einem ursprünglichen Weiler.
Dessen Keimzelle war im Mittelalter das namengebende Chorherrenstift St. Peter Höningen der Augustiner. Es wurde um 1120 vom leiningischen Grafen Emich II. († vor 1138) 3 km südlich seiner Stammburg Leiningen gegründet. Die örtliche Jakobskirche ist nur wenig jünger als das Kloster. Dieses wurde 1569 im Zuge der Reformation aufgegeben.
Nachdem die Gebäude des Klosters kurze Zeit später bei einem Großfeuer fast vollständig niedergebrannt waren, ließ Graf Philipp I. von Leiningen (1527–1597) sie teilweise wieder aufbauen, um darin eine Lateinschule einzurichten. Aus dieser ging später das heutige Leininger-Gymnasium in der 10 km entfernten Kleinstadt Grünstadt hervor.

## Sehenswürdigkeiten und Kultur

Impressionen
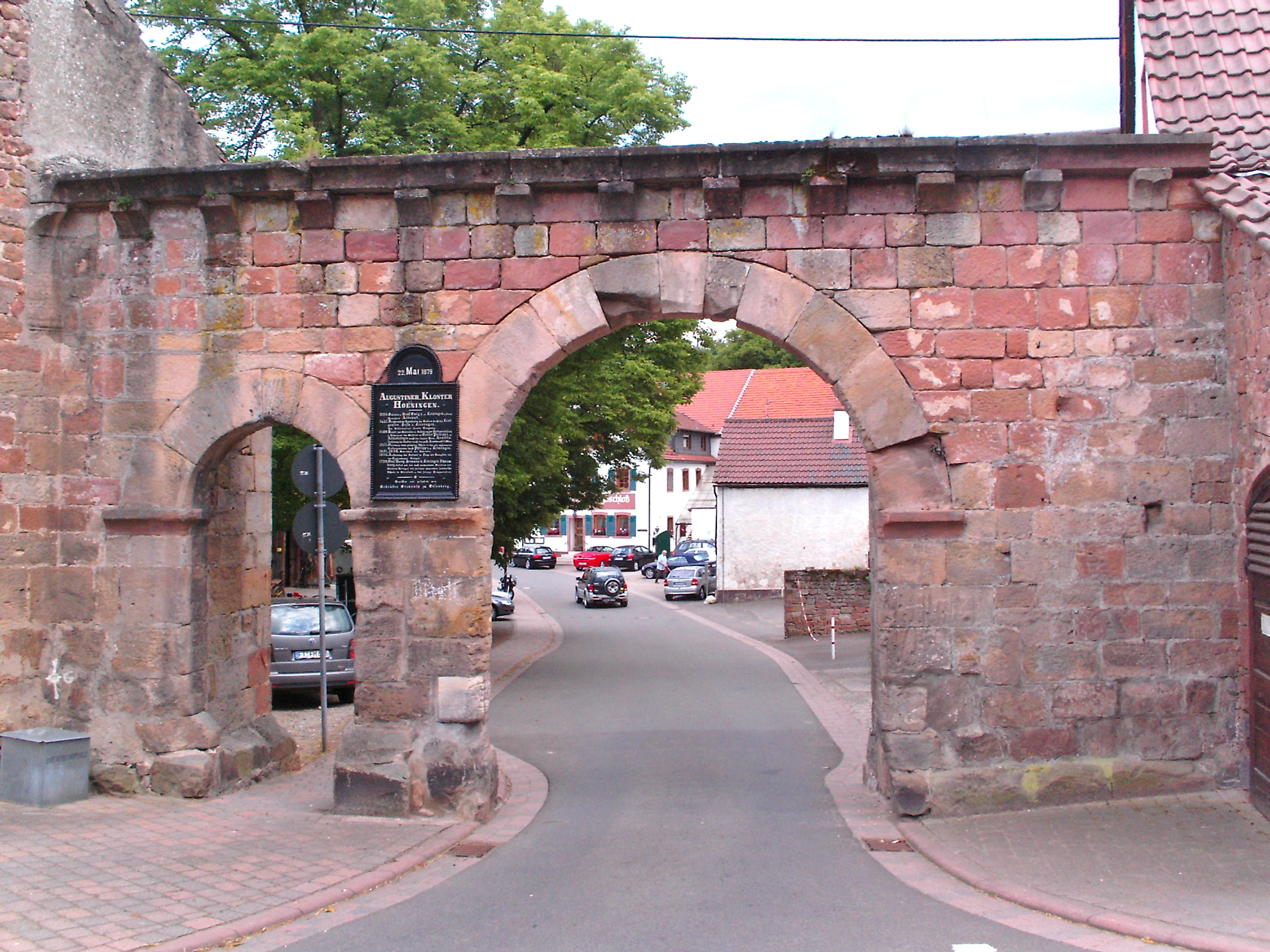
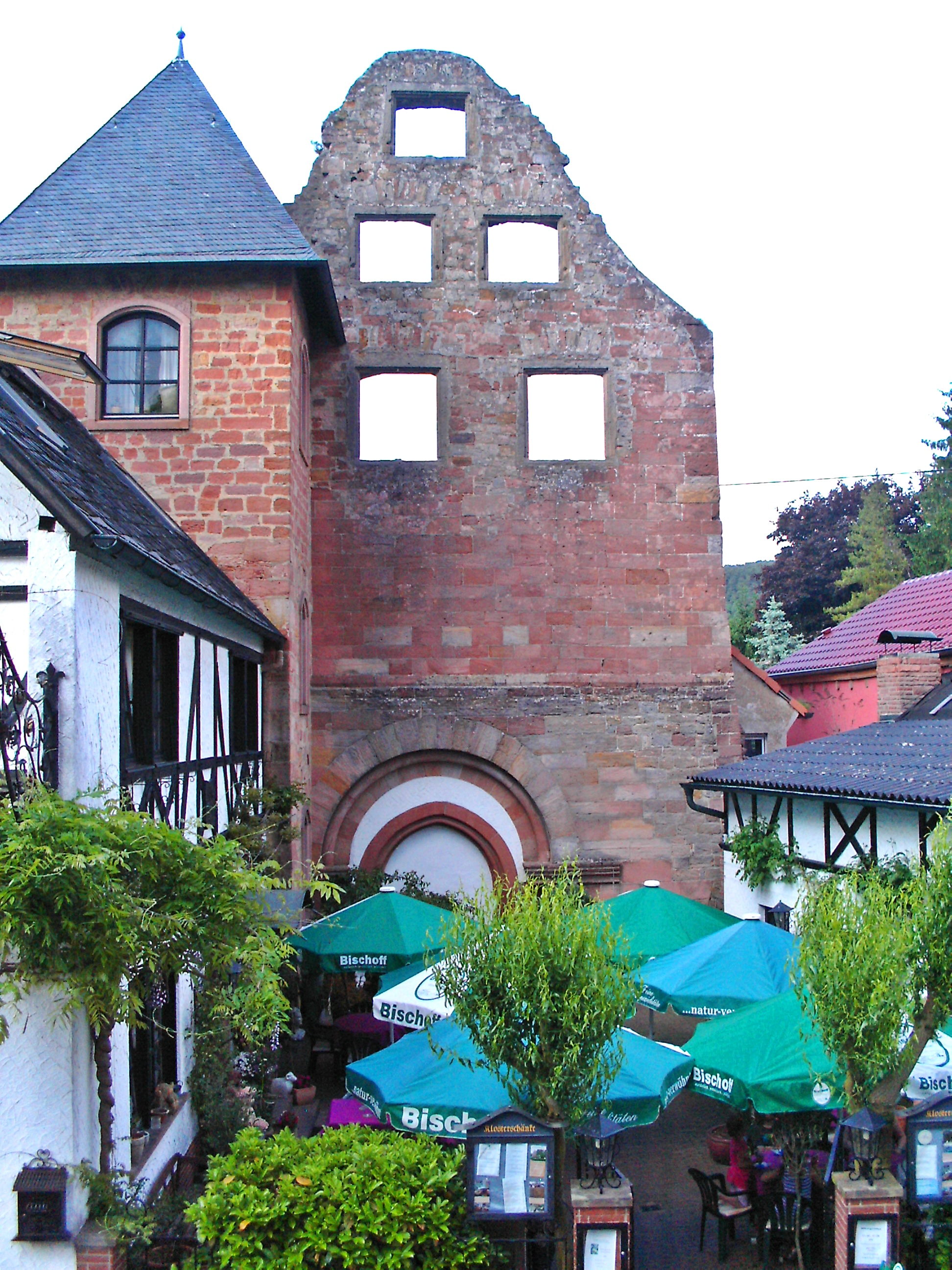
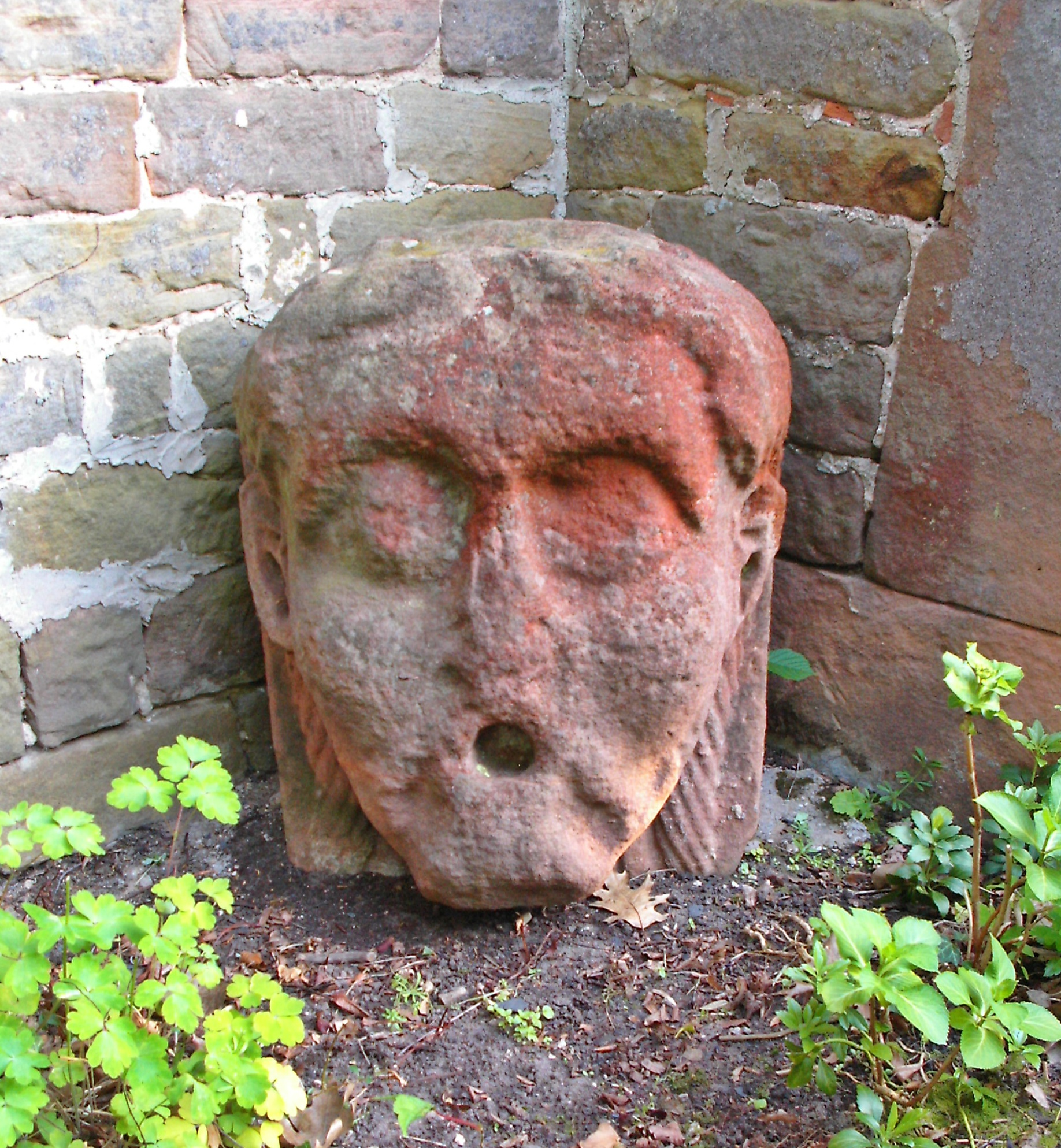
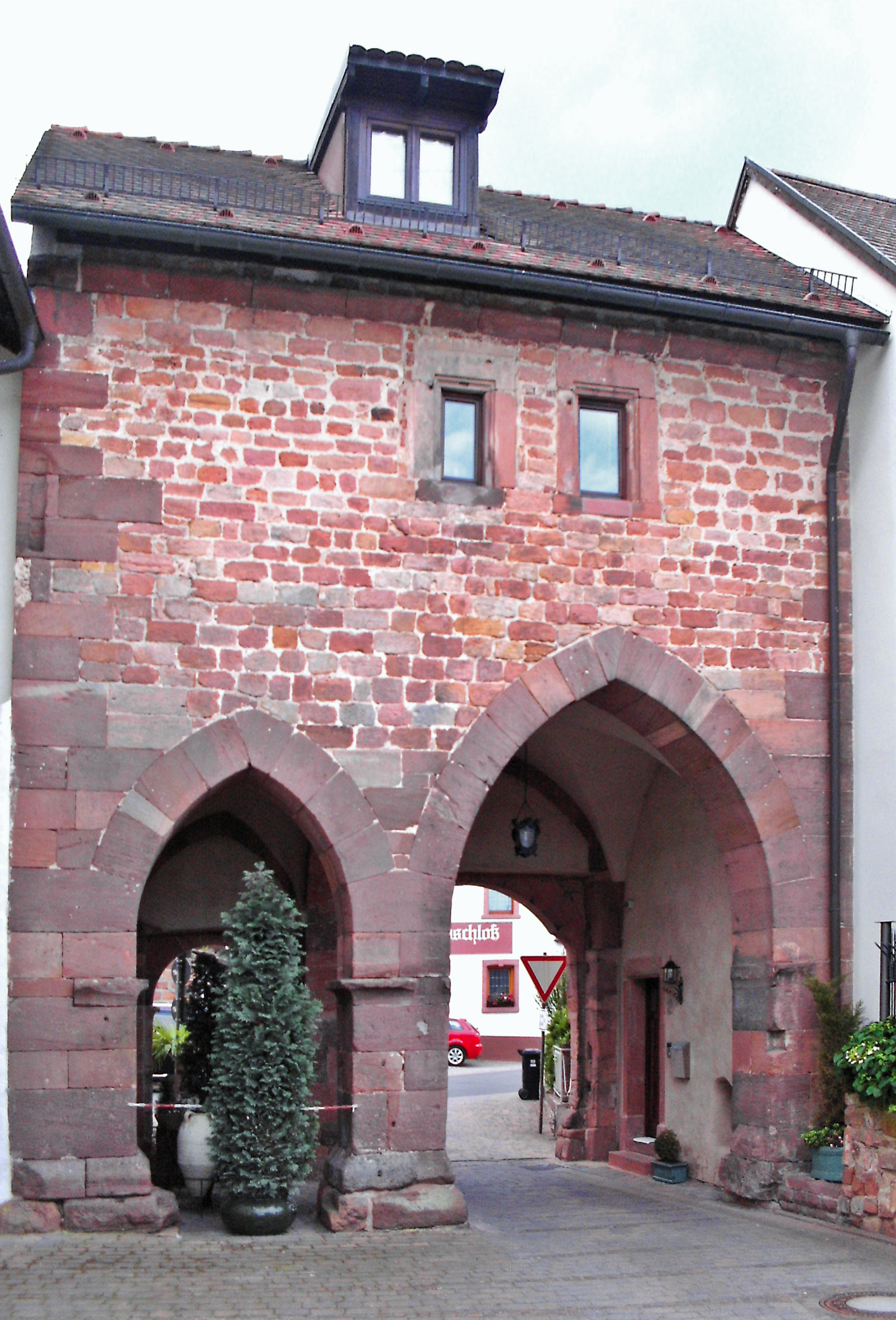
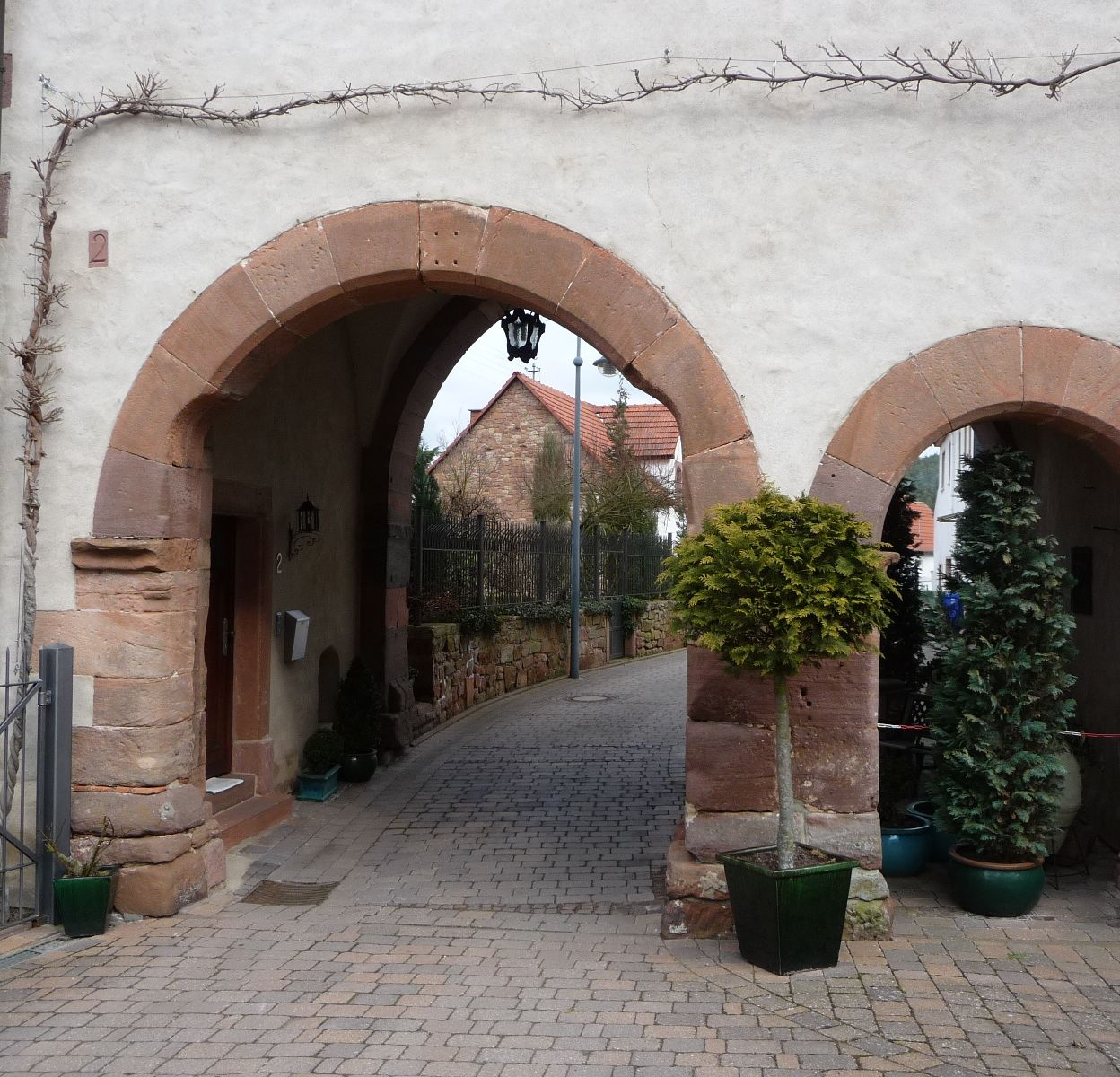

Mit der Ruine des Klosters, der gleichfalls romanischen Jakobskirche, einer im Jahre 1900 erbauten Villa mit Fachwerkkniestock in der Straße An der Eiche sowie einem aus dem 14./15. Jahrhundert stammenden Bildstock in der Höninger Hauptstraße besitzt der Ort vier Kulturdenkmäler.

## Wirtschaft und Infrastruktur
In Höningen zeigen sich erste Ansätze, über die waldreiche Umgebung vom Tourismus zu profitieren. Durch Höningen verläuft der Fernwanderweg Saar-Rhein-Main.
Zwei Straßen führen nach Altleiningen und erreichen den Hauptort in dessen Süden (Kreisstraße 37, 2 km) bzw. Nordosten (Kreisstraße 31, 3 km). Die K 31 verbindet zudem über Höningen mit dem Raum Bad Dürkheim.
Höningen verfügt über eine Bushaltestelle für die Buslinie 454 des Verkehrsverbundes Rhein-Neckar, die von Grünstadt aus bedient wird. In Wattenheim befindet sich der nächste Autobahnanschluss (A 6, Saarbrücken–Mannheim).